# Verizon Center
Capital One Arena je sportska arena u Washingtonu, SAD, a ime je dobila po sponzoru - Capital One. Prije tog imena nosila je naziv MCI Center (do 2017. godine).
Nalazi se u vašingtonskoj Kineskoj četvrti, a otvorena je 2. prosinca 1997. godine. Dom je NBA momčadi Washington Wizards, WNBA ekipi Washington Mystics i NHL momčadi Washington Capitals.

Ima kapacitet od 20,173 mjesta za košarkašku i 18,277 mjesta za hokejašku utakmicu. 

## Značajniji događaji
- Svjetsko prvenstvo u hrvanju (WCW) Starrcade, 1997. – 2000.
- NBA All-Star Game, 2001.

## Vanjske poveznice
- Capital One Arena